# The Nexus
The Nexus és un equip de lluitadors que treballen per la World Wrestling Entertainment, competint a la marca Raw.
Originalment es componia de vuit lluitadors, els rookies de la primera temporada de NXT. Però Daniel Bryan fou expulsat en ser acomiadat de la WWE. Darren Young fou expulsat al no obtenir la victòria en un combat on l'estipulació era que si guanyava es mantenia dins del grup. Michael Tarver va ser expulsat per John Cena quan el va atacar fins a lesionar-lo (kayface).
John Cena es va veure obligat a unir-se al grup quan va sortir derrotat enfront a Wade Barrett en el Hell in a cell.
Wade Barrett va introduir posteriorment Husky Harris y Michael McGillicutty, participants de la segona temporada de NXT.
Més tard CM Punk es va introduir ell mateix en el grup i actualment és el líder del grup.
Entre els seus triomfs destaquen ser el guanyador de la primera temporada de NXT, per part de Wade Barrett i dos Campionats en Parelles, un aconseguit per David Otunga & John Cena i l'altra aconseguit per Heath Slater & Justin Gabriel.

## World Wrestling Entertainment

### 2010

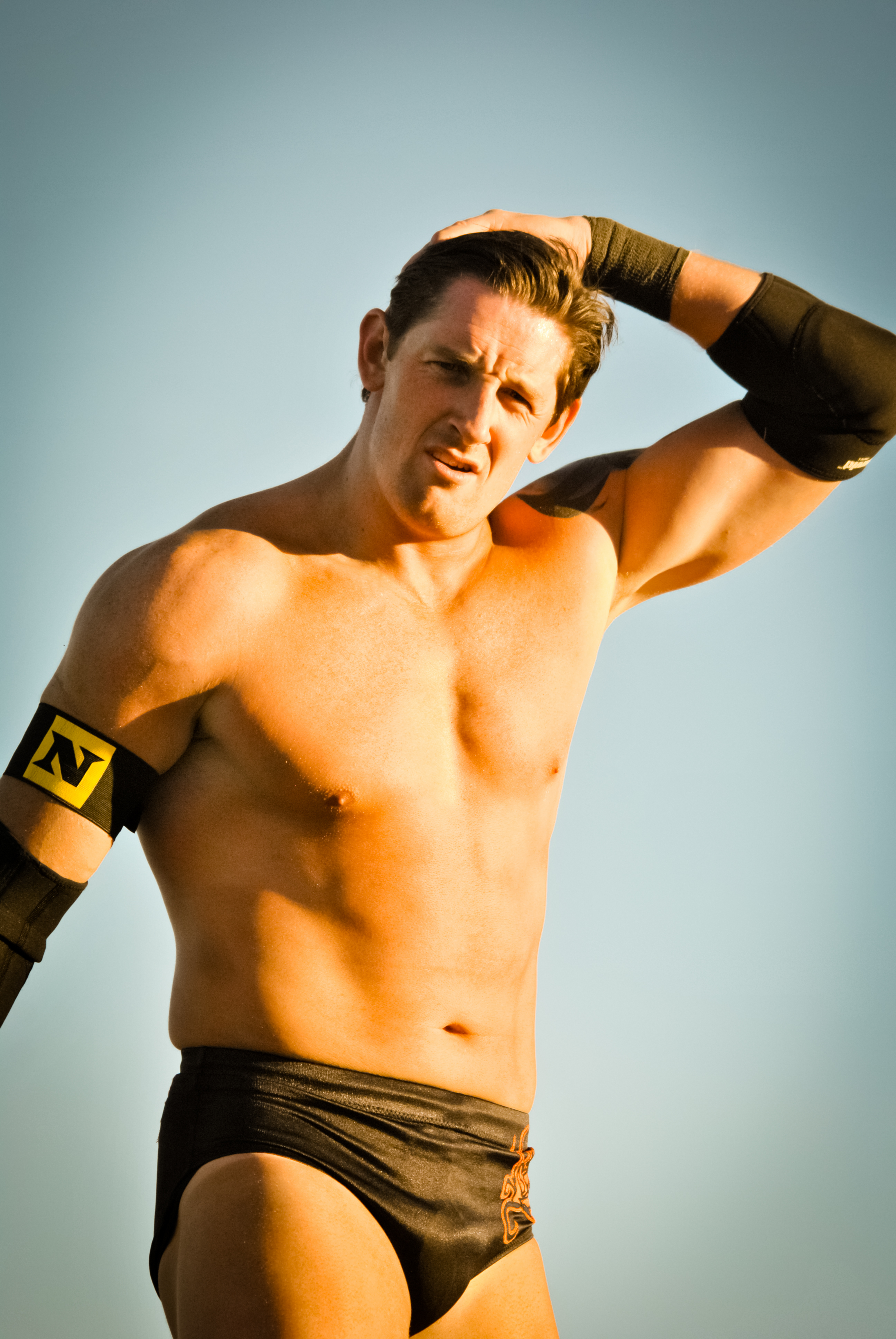
Wade Barrett, guanyador de la primera temporada de NXT

L'1 de juny de 2010 Wade Barret fou escollit com a guanyador de la primera temporada de NXT i va ser premiat amb un contracte a la WWE i una lluita titular en el PPV que ell escollís. Els altres set lluitadors van restar sense feina.
El 7 de juny en el programa de RAW l'equip va debutar interferint en una lluita titular entre el campió John Cena i CM Punk, on també varen atacar el personal de la WWE. Durant l'atac Daniel Bryan va estrangular a Justin Roberts amb la seva corbata i li va escopir a John Cena a la cara; aquests dos motius van ser la causa que l'empresa l'acomiadés, per haver sigut massa violent.
El 14 de juny The Nexus explicaren les seves acciones com a retribució al mal tracte que van rebre de l'administració de l'empresa durant la seva estada en el NXT i exigiren contractes amb la WWE. Bret Hart, General Manager de Raw en aquell moment, no va acceptar la demanda i va acomiadar a Wade Barret. A causa de l'acomiadament The Nexus va atacar a Bret Hart, fent que pugés a una limusina i fent-la xocar amb altres vehicles, fent que hagués de marxar del programa per un temps.
En el Fatal 4-Way van interferir en la lluita pel Campionat de la WWE, atacant al campió John Cena, Edge i Randy Orton, fent que Sheamus, el quart participant, aprofités la intervenció per a guanyar el títol.
El 21 de juny, el president de la WWE, Vince McMahon, va acomiadar Bret Hart, per la seva condició i va nomenar un nou General Manager, qui va optar per romandre anònim. Aquest nou General Manager immediatament els va contractar, als set Nexus, i li retornar a Wade Barret l'oportunitat per un combat titular. Tot i això, The Nexus varen atacar a Vince McMahon.
El 28 de juny el GM ordenà que The Nexus no podrien tocar a cap superestrella de la WWE i viceversa, així que atacaren a diversos membres del Hall of Fame, aprofitant que presentaven un nou DVD.
El 5 de juliol Wade Barret va voler fer les paus amb John Cena, però aquest es va negar i va intentar atacar-lo, els altres Nexus el tornaren a atacar però altres lluitadors de Raw van arribar a temps per ajudar a John Cena; per aquesta raó el GM va pactar un 7 contra 1 per la següent setmana, així que John Cena va atacar a Darren Young fins a lesionar-lo i la lluita va quedar en un 6 contra 1. El 12 de juliol varen derrotar a John Cena; aquella mateixa nit van començar a utilitzar les camisetes amb el seu logotip.
The Nexus van intervenir en el PPV WWE Money in the bank, en la lluita entre Sheamus vs John Cena pel Campionat de la WWE, fent que Sheamus retingués el campionat.
El 19 de juliol John Cena els va demanar una treva, però va obtenir una negativa, i Nexus el varen combidar a unir-se al grup, ell es va negar. Seguidament John Cena va anunciar que havia format un equip per enfrontar-se a ells en el SummerSlam; equip format per John Cena, Edge, John Morrison, R-Truth, The Great Khali, Chris Jericho i Bret Hart.
El 26 de juliol s'anuncià que el combat previst per al SummerSlam seria una Elimination match i aquella mateixa nit va tenir lloc un combat d'aquest tipus entre The Nexus vs Jerry Lawler, Mark Henry, Goldust, Evan Bourne, Yoshi Tatsu i The Hart Dynasty, en el qual van guanyar els membres de The Nexus, a més de no tenir cap eliminat.
El 19 d'agost varen a atacar a The Great Khali, fent que quedés fora de l'equip de Raw.
En el SummerSlam van ser derrotats per l'equip de Raw. El setè integrant de l'equip rival va ser Daniel Bryan, antic membre de The Nexus. John Cena va ser l'únic supervivent del combat.
El 16 d'agost a Raw es van programar lluites individuals contra els oponents que formaven l'equip de wwe al SummerSlam, cada Nexus podia escollir el seu oponent, excepte Wade Barret que per ordre del GM anònim va lluitar contra Chris Jericho. Wade Barret va informar als seus companys que qui no obtingués una victòria aquella nit seria expulsat de l'equip dels Nexus. Wade Barret va derrotar a Chris Jericho per conta tres. Michael Tarver va derrotar a Daniel Bryan per conta tres. Justin Gabriel va escollir a Bret Hart, però el GM va anunciar que lluitaria contra Randy Orton, ja que no volia tornar a veure lluitar a Bert Hart; Justin va guanyar a Randy Orton per conta fora del ring. Skip Sheffield i David Otunga derrotaren a John Morrison i R-Truth per conta tres de Skip sobre Morrison. Heath Slater va derrotar a Edge per conta fora del ring. Darren Young fou derrotar per John Cena amb una clau de submissió; a conseqüència Darren Young va quedar fora de l'equip, seguidament els sis Nexus el van atacar.
El dimecres 18 d'agost Skip Sheffield va patir una ruptura en un os de la cama durant un House show, per la qual es sotmetrà a una operació; aquesta lesió el mantindrà apartat del ring durant uns mesos.
El 23 d'agost es va anunciar que Wade Barret competirà en el PPV Night of champions pel Campionat de la WWE en un Six Pack Challengue on també competiran Sheamus, Randy Orton, John Cena, Edge i Chris Jericho.
El 30 d'agost el Team The Nexus va derrotar el Team Raw (Sheamus, Randy Orton, John Cena, Edgei Chris Jericho) en tag team elimination match; quan Wade Barret va cobrir a Randy Orton.
En el WWE Night of Champions el líder del grup Wade Barrett va participar en una lluita de tipus Six Pack Elimination Match pel Campionat de la WWE on no va aconseguir la victoria.
La nit següent a Raw, el 19 de setembre, Wade Barrett i John Cena van pactar un combat entre ells en el PPV WWE Hell in a Cell; on si John Cena guanyava els Nexus es dissoldrien, i si perdia s'uniria a ells. En el Hell in a Cell Wade Barrett va sortir guanyador gràcies a la interferència de dos nois desconeguts; a conseqüència John Cena es va unir al grup. La nit següent en la Battle Royal per decidir el nº1 contender pel Campionat de la WWE, Wade Barrett va ser el guanyador, ja que John Cena es va autoeliminar per instruccions del líder; aquella mateixa nit John Cena va atacar al seu company Michael Tarver fins a lesionar-lo (kayface).
En el Bragging Rights (2010) John Cena & David Otunga van derrotar a Drew McIntyre & Cody Rhodes guanyant els Campionats en parelles. Però l'endemà, 25 d'octubre de 2010, a Raw, van perdre els campionats enfront als seus companys Heath Slater & Justin Gabriel, quan David Otunga es va deixar cobrir per ordre de Wade Barrett. En aquella mateixa edició el GM anònim de Raw va anunciar que Randy Orton lluitaria contra un membre de l'equip, amb l'estipulació que qui guanyés el combat decidiria un especial referre en la revenja entre Randy Orton i Wade Barrett en el Survivor Series. Wade Barrett va escollir a John Cena per lluitar contra Randy Orton, el combat fou guanyat per John Cena quan el seu company Wade el va atacar provocant la descalificació de Randy. Seguidament, Wade va anunciar que escollia a Cena com a arbrit especial i va posar dues estipulacions; si Wade perd en la lluita titular John Cena serà despatxat de l'empresa i si aconsegueix el títol John Cena serà lliure d'abandonar els Nexus.
En el Survivor Series (2010), el 21 de novembre de 2010, Heath Slater & Justin Gabriel van retenir els seus Campionats en parelles enfront a Santino Marella & Vladimir Kozlow. Wade Barrett no va aconseguir guanyar el WWE Championship contra Randy Orton, cosa que va provocar l'acomiadament de John Cena.
La nit següent a Raw Wade Barrett va tenir una altra oportunitat titular contra Randy Orton, on no va aconseguir guanyar; durant dit combat John Cena va interferir impedint que l'arbitre realitzés el compte i aplicant un "Attitude Adjustment" al líder dels Nexus.
El 29 de novembre Michael McGillicuty, Heath Slater i Justin Gabriel van ser atacats per John Cena, qui va advertir a Wade Barrett que la próxima setmana s'encarregaria d'ell.
El 6 de desembre de 2010 Heath Slater & Justin Gabriel van perdre els Campionats en Parelles contra Santino Marella i Vladimir Kozlov perquè John Cena va distreure Justin Gabriel, cosa que va permetre que Santino li apliqués el seu finisher i guanyés. Aquella mateixa nit els Nexus van advertir a Wade Barrett que ho readmitia a John Cena en la WWE o quedava fora del grup.
El 13 de desembre el líder del Nexus va recontractar a John Cena amb dues condicions; una era que volia un combat en el TLC de l'estil Chairs Match, cosa que l'ex membre va acceptar, i l'altra era que lluités contra David Otunga aquella mateixa nit, lluita on John Cena es va emportar la victoria.
El 19 de desembre al WWE TLC el líder dels Nexus fou derrotat per John Cena en un chairs match; auella mateixa nit Heath Slater & Justin Gabriel van ser derrotats per Santino Marella & Vladimir Kozlov en un combat on els títols de parelles estaven en joc. Aquella mateixa nit John Cena va atacar a tots els membres de Nexus fent que cap d'ells pogués participar en el programa de Raw celebrat l'endemà.
El 27 de desembre de 2010 es va anunciar la incorporació d'un nou membre a l'equip; qui va resultar ser CM Punk, que feia el seu retorn al ring després d'una lesió.

### 2011
A l'edició del 3 de gener a Raw Wade Barrett va perdre en un combat on el guanyador seria el nº1 contender al WWE Championship, on també estava estipulat que si perdia quedaria fora del grup, per tant, la derrota va provocar la seva sortida dels Nexus.
El 10 de gener CM Punk va crear unes proves s'iniciació per ser membres oficials del grup. Heath Slater i Justin Gabriel van sortir del grup, ja que es van negar a pasar la prova.
El 17 de gener es va unir al grup el lluitador Mason Ryan.

## Membres

### Actuals

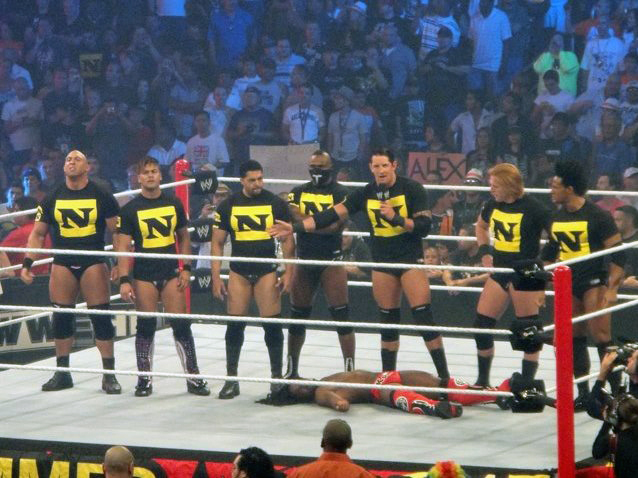
Membres originals

| Membre actual        | Data                                |
| -------------------- | ----------------------------------- |
| David Otunga         | 7 de juny 2010 - Present            |
| Skip Sheffield       | 7 de juny 2010 - Present (lesionat) |
| Husky Harris         | 25 d'octubre 2010 - Present         |
| Michael McGillicutty | 25 d'octubre 2010 - Present         |
| CM Punk              | 27 de desembre 2010 - Present       |
| Mason Ryan           | 17 de gener 2011 - Present          |

### Antics
| Membre antic   | Data                                   |
| -------------- | -------------------------------------- |
| Daniel Bryan   | 7 de juny 2010 – 11 de juny 2010       |
| Darren Young   | 7 de juny 2010 – 16 d'agost 2010       |
| Michael Tarver | 7 de juny 2010 – 4 d'octubre 2010      |
| John Cena      | 3 d'octubre 2010 – 21 de novembre 2010 |
| Wade Barrett   | 7 de juny 2010 - 3 de gener 2011       |
| Heath Slater   | 7 de juny 2010 - 10 de gener 2011      |
| Justin Gabriel | 7 de juny 2010 - 10 de gener 2011      |

## En lluita
- Moviments finals
  - CM Punk
    - Go to sleep

  - David Otunga

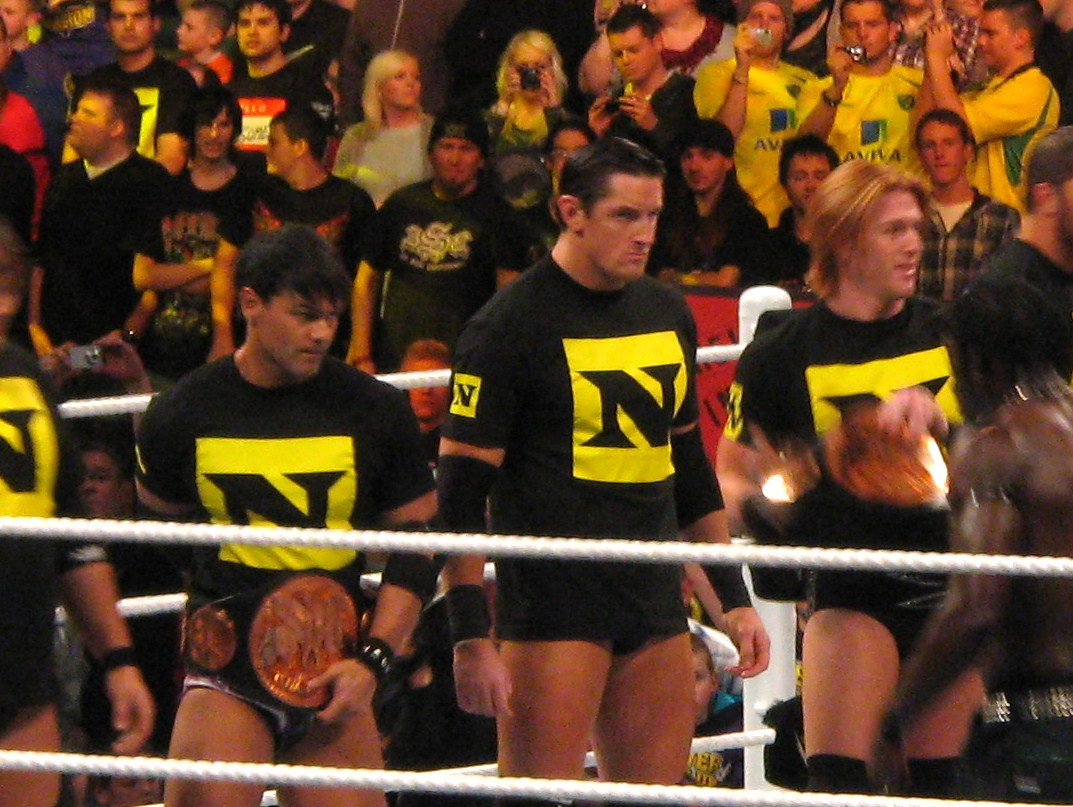
Heath & Justin com a Campions en parelles

    - The Verdict (Thrust spinebuster)

  - Michael McGillicutty
    - McGillicutter (Running swinging neckbreaker)

  - Husky Harris
    - Running senton

  - Skip Sheffield
    - Running high-impact clothesline
- Temes musicals
  - We are one de 12 Stones (2010 - Present)
  - This fire burns

## Campionats i triomfs
- Pro Wrestling Illustrated
  - PWI Feu de l'any (2010) - The Nexus vs. WWE
  - PWI Lluitador més odiat de l'any (2010)
- World Wrestling Entertainment
  - Guanyador de NXT (1a temporada) - Wade Barret
  - WWE Tag Team Championship (2 vegades) - John Cena & David Otunga (1), Heath Slater & Justin Gabriel (1)
  - Slammy Award a la Sopresa de l'any (2010)